# Тирос
Тиро́с (греч. Τυρός) — приморская деревня в Греции. Расположена на высоте 56 метров над уровнем моря на побережье залива Арголикоса Эгейского моря на склоне хребта Парнона. Находится в восточной части полуострова Пелопоннеса, в 51 километре к юго-востоку от Триполиса, в 21 километре к югу от Астроса и в 114 километрах к юго-западу от Афин. Входит в общину (дим) Нотия-Кинурия в периферийной единице Аркадия в периферии Пелопоннес. Население 217 жителей по переписи 2011 года. Популярный туристический центр в Аркадии.
Включает в себя три поселения: Палеохора или Ано-Тирос, старый верхний Тирос, горная деревня, построенная на склонах Парнона, Като-Тирос, новая нижняя деревня, и Паралия-Тиру, приморская деревня, которая выросла значительно в последние годы. Паралия-Тиру превратилась в центр летнего пляжного отдыха. Есть гостиницы, пансионы и рестораны. Построена в лесу, вдоль небольшого залива и рядом с большим и красивым пляжем.
Название деревни имеет древнее происхождение и, вероятно, происходит от эпитета бога Аполлона, культ которого существовал здесь в древности. Бог был покровителем производства молока и сыра. До наших дней сохранились руины храма рядом с деревней Пера-Мелана, которая находится южнее. В августе в Тиросе проводится фестиваль «Аполлония» (Απολλώνεια).
Рядом в Тиросом на вершине Кастро (Κάστρο) на краю пляжа находятся остатки древнего поселения и кирпичных стен.
Севернее Тироса находятся приморские деревни Айос-Христофорос, Крионери и Элинико с хорошими пляжами.
Путь из Ано-Тироса ведёт на плато Палеохору в Парноне, где находится монастырь Панайя-Карьяс (Μονή Παναγίας Καρυάς).

## Транспорт
Есть регулярное автобусное сообщение с Афинами, время в пути 2,5 часа. Летом ежедневное морское сообщение с Пиреем и Монемвасией, время в пути 3 часа.

## Сообщество Тирос
Сообщество создано в 1912 году (ΦΕΚ 252Α). В сообщество Тирос входят шесть населённых пунктов и монастырь Панайя-Карьяс. Население 1249 жителей по переписи 2011 года. Площадь 56,984 квадратных километров.
| Наименование            | Население (2011), человек |
| ----------------------- | ------------------------- |
| Айос-Христофорос        | 7                         |
| Крионери                | 6                         |
| Монастырь Панайя-Карьяс | 70                        |
| Палеохора               | 0                         |
| Паралия-Тиру            | 925                       |
| Тирос                   | 217                       |
| Элинико                 | 24                        |

## Население
| Год  | Население, человек |
| ---- | ------------------ |
| 1991 | 252                |
| 2001 | 188                |
| 2011 | ↗ 217              |